# Monica Hellström
 (octobre 2018).
Pour les articles homonymes, voir Hellström.
Monica Hellström, née en 1964, est une auteure de bande dessinée, illustratrice, archéologue et universitaire suédoise installée aux États-Unis. Elle est surtout connue pour son comic strip Ärligt talat, publié dans Metro et Galego. Comme universitaire, elle travaille notamment sur l'urbanisme dans la Rome antique.

## Biographie
Monica Hellström est diplômée de l'école de design Beckmans (sv) de Stockholm en 1989. Dans les années 1990, elle livre illustratrions et bandes dessinées à différents périodiques suédois (Expressen, Kommunalarbetaren, Metro, Nöjesguiden, etc.). Son comic strip Ärligt talat!, dont deux albums sont publiés par Tago, lui vaut un certain succès critique, avec une bourse 91:an en 1996 et le prix Adamson en 2000. Dans les années 2000, elle s'intéresse à l'archéologie, et devient en 2014 docteure en études antiques de l'université Columbia, à New York. Pensionnaire de l'Institut suédois à Rome (en) en 2014-2015, elle est depuis la rentrée 2015 membre du personnel de l'université Duke, à Durham (Caroline du Nord). Elle continue à travailler comme illustratrice freelance parallèlement à sa carrière universitaire.

## Prix
- 1996 : Bourse 91:an
- 2000 : Prix Adamson de la meilleure auteure suédoise pour l'ensemble de son œuvre